# Рупп, Ноа
Ноа Мануэль Рупп (нем. Noah Manuel Rupp; 13 августа 2003, Цуг,Швейцария) — швейцарский футболист, центральный полузащитник немецкого клуба «Карлсруэ».

## Клубная карьера
Воспитанник академии клуба «Люцерн». В июне 2021 года был перевёден в состав второй команды. За «дубль» провёл два матча перед тем, как получил вызов в первую команду. В Суперлиге дебютировал 8 августа в домашнем матче с «Цюрихом», выйдя на замену Деяну Соргичу на 80-й минуте. 12 августа дебютировал в еврокубках, выйдя в ответном гостевом матче 3-го раунда квалификации Лиги Конференций с «Фейеноордом» на замену Йорджи Верманну на 66-й минуте. Первый гол в профессиональной карьере забил 28 августа в гостевом матче Первой лиги за «Люцерн (до 21 года)» против «Золотурна», выйдя в стартовом составе.
24 апреля 2024 года Рупп, который был под скаутским наблюдением ещё с 2019 года, подписал контракт с клубом немецкой Второй Бундеслиги «Карлсруэ», к которому присоединился 1 июля. 24 августа дебютировал за вторую команду, выступавшую в Фербандслиге «Северный Баден», в матче против «Бреттена», отметившись голевым пасом. Первый гол забил 29 сентября в ворота бамментальской «Виктории». За основную команду дебютировал 13 декабря в игре с «Ян Регенсбург», выйдя на замену на 90-й минуте.

## Карьера в сборной
За сборную до 17 лет дебютировал 6 сентября 2019 года в гостевом товарищеском матче со сборной Норвегии, выйдя в стартовом составе. Первый гол забил 24 сентября в домашнем товарищеском матче со сборной Австрии (до 17).
За сборную до 19 лет дебютировал 3 сентября 2021 года в гостевом товарищеском матче со сборной Германии, выйдя в стартовом составе.
За сборную до 20 лет дебютировал 27 сентября 2022 года в гостевом товарищеском матче со сборной Италии, выйдя в стартовом составе. 